# Louisa Colpeyn
Pour les articles homonymes, voir Louisa.
Louisa Colpeyn (appelée aussi Louise ou Luisa), nom de scène de Louisa Colpijn, née le 24 février 1918 à Anvers et morte le 27 janvier 2015 à Paris,, est une actrice belge et la mère de l'écrivain Patrick Modiano.

## Biographie
Issue d'une modeste famille de dockers d’Anvers, Louisa Colpeyn commence sa carrière cinématographique en Belgique, dans des films flamands, dans les studios à Anvers du producteur Jan Vanderheyden, avant la Seconde Guerre mondiale. Elle a quelque dix-huit ans quand elle commence à travailler pour « la UFA, la compagnie allemande, avant que les nazis la contrôlent » et encore pendant la guerre où elle est aussi « girl dans des revues de music-hall à Anvers et à Bruxelles »,.  
Avec la survenue du conflit, encouragée par un officier de la Propaganda-Staffel, elle décide de venir en France en juin 1942, s'installe dans une chambre au 15 quai de Conti et travaille un temps dans les studios de doublage de la compagnie allemande Continental-Films, filiale de la UFA,. 
Elle fait la rencontre d'Alberto Modiano, un juif italien, en octobre 1942, qu'elle épouse sous un faux nom en fin 1944, et aura avec lui deux enfants, : Patrick Modiano (né en 1945), le futur écrivain, prix Nobel de littérature en 2014, et Rudy Modiano (1947-1957, mort de leucémie), fils pour lesquels elle est une mère souvent absente. 
Après la guerre, elle reprend son activité, au théâtre et au cinéma, où elle devient spécialisée dans les rôles de belles femmes mûres à accent, dans des emplois proches de ceux d'Hella Petri. Elle a tourné notamment avec Jacques Becker, Jean-Luc Godard et Claude Berri. Elle joue essentiellement des seconds rôles au théâtre, au cinéma et à la télévision. En 1975, elle tient un rôle dans un épisode intitulé Un innocent que réalise Nadine Trintignant pour la série télévisée policière Madame le juge, dont son fils Patrick Modiano est scénariste et dialoguiste.
Elle se sépare d'Alberto Modiano au début des années 1960. Elle devient ensuite la compagne de l'écrivain et journaliste Jean Cau.
Elle finit sa vie dans un hôpital parisien pour personnes âgées à Paris et meurt à 96 ans.
Son fils, Patrick Modiano, évoque sa mère plus particulièrement dans deux de ses ouvrages : Livret de famille (1977) et Un pedigree (2005).

## Filmographie

### Cinéma
- 1939 : Janssens tegen Peeters de Jan Vanderheyden, titre français : Janssens contre Peeters
- 1939 : Een Engel van een man de Jan Vanderheyden, titre français : Cet homme est un ange
- 1940 : Wit is troef de Jan Vanderheyden, titre français : Blanc est favori
- 1940 : Janssens en Peeters dikke vrienden de Jan Vanderheyden, titre français : Janssens et Peeters réconciliés
- 1941 : Veel geluk, Monika de Jan Vanderheyden, titre français : Bonne chance, Monique
- 1949 : Rendez-vous de juillet de Jacques Becker
- 1954 : Les hommes ne pensent qu'à ça d’Yves Robert
- 1955 : Marguerite de la nuit de Claude Autant-Lara
- 1956 : Les Collégiennes  d’André Hunebelle
- 1956 : Coup dur chez les mous de Jean Loubignac
- 1960 : Le Cercle vicieux  de Max Pécas
- 1961 : La Mort de Belle d’Édouard Molinaro
- 1964 : Bande à part de Jean-Luc Godard
- 1967 : Les Sept de l'escalier 15 de Georges Régnier
- 1967 : La vie commence à minuit d’Yvan Jouannet
- 1968 : Erotissimo de Gérard Pirès
- 1969 : Mazel Tov ou le Mariage de Claude Berri
- 1971 : Madame êtes-vous libre ? de Claude Heymann
- 1972 : La Demoiselle d'Avignon de Michel Wyn : la marquise de Serpa-Fermante
- 1972 : Sex-shop de Claude Berri
- 1976 : Comme du bon pain de Philippe Joulia
- 1976 : Comme un boomerang de José Giovanni
- 1978 : On peut le dire sans se fâcher ou La Belle Emmerdeuse de Roger Coggio
- 1978 : Un ours pas comme les autres de Nina Companéez

### Télévision

#### Au théâtre ce soir
- 1966 : Virginie de Michel André, mise en scène Christian-Gérard, réalisation Pierre Sabbagh, théâtre Marigny
- 1967 : Caviar ou Lentilles de Giulio Scarnicci et Renzo Tarabusi, mise en scène Gérard Vergez, réalisation Pierre Sabbagh, théâtre Marigny
- 1973 : Le Complexe de Philémon de Jean Bernard-Luc, mise en scène René Clermont, réalisation Georges Folgoas, théâtre Marigny
- 1974 : Nick Carter détective de Jean Marcillac, mise en scène René Clermont, réalisation Georges Folgoas, théâtre Marigny
- 1975 : Le Nu au tambour de Noel Coward, mise en scène Jacques-Henri Duval, réalisation Pierre Sabbagh, théâtre Édouard VII
- 1977 : L'Archipel Lenoir d'Armand Salacrou, mise en scène René Clermont, réalisation Pierre Sabbagh, théâtre Marigny
- 1980 : Hold-Up de Jean Stuart, mise en scène Michel Vocoret, réalisation Pierre Sabbagh, théâtre Marigny
- 1980 : Au théâtre ce soir : Ninotchka de Melchior Lengyel, adaptation Marc-Gilbert Sauvajon, mise en scène Jacques Ardouin, réalisation Pierre Sabbagh, théâtre Marigny

#### Séries, téléfilms
- 1967 : Salle n°8 de Jean Dewever et Robert Guez : Marguerite de Saint-Aignan, la gouvernante du Professeur Montade (ép. 36, 37, 38, 39, 40)
- 1973  : L'Alphomega (téléfilm) de Lazare Iglesis
- 1975 : Madame le juge, épisode Un innocent, réalisation Nadine Trintignant
- 1977 : Emmenez-moi au Ritz de Pierre Grimblat
- 1980 : La Mort en sautoir  de Pierre Goutas

## Théâtre
- 1946 : Auprès de ma blonde de Marcel Achard, théâtre de la Michodière
- 1950 : Le Complexe de Philémon de Jean Bernard-Luc, mise en scène Christian-Gérard, théâtre Montparnasse ; reprise 1963, Comédie des Champs-Élysées
- 1956 : Le Séducteur de Diego Fabbri, mise en scène François Périer, théâtre de la Michodière
- 1956 : Virginie de Michel André, mise en scène Christian-Gérard, théâtre Daunou
- 1959 : Mousseline de Louis Velle, mise en scène de l'auteur, théâtre Fontaine
- 1960 : Les femmes veulent savoir de Jacques Glaizal et Anne Blehaut, mise en scène Christian-Gérard, théâtre des Arts
- 1964 : Comment va le monde, Môssieu ? Il tourne, Môssieu de François Billetdoux, mise en scène de l'auteur, théâtre de l'Ambigu
- 1965 : Caviar ou lentilles de Giulio Scarnacci et Renzo Tarabusi, mise en scène Gérard Vergez, théâtre Michel
- 1966 : L'Écharde de Françoise Sagan, mise en scène Jacques Charon, théâtre du Gymnase
- 1971 : Le Nu au tambour de Noel Coward, mise en scène Jacques-Henri Duval, théâtre Michel
- 1981 : Joyeuses Pâques de Jean Poiret, mise en scène Pierre Mondy, théâtre du Palais-Royal, théâtre de la Michodière, repris en 1983

## Doublage
- 1965 - 1971 : Les Arpents verts (série télévisée) : Lisa Douglas (Eva Gabor)
- 1974 : Le Crime de l'Orient-Express : la princesse Natalya Dragomiroff (Wendy Hiller)
- 1979 : Bienvenue, mister Chance : Natasha Skrapinov (Hanna Hertelendy)